# Hrnčíře (Vilice)
Hrnčíře (německy Töpfern) jsou malá vesnice, část obce Vilice v okrese Tábor v Jihočeském kraji. Nachází se asi dva kilometry severozápadně od Vilic. Je zde evidováno 28 adres. V roce 2011 zde trvale žilo 42 obyvatel. Osadou protéká Hrnčířský potok, který je pravostranným přítokem řeky Blanice.
Hrnčíře leží v katastrálním území Vilice o výměře 7,1 km².

## Historie
První písemná zmínka o vesnici pochází z roku 1398.

## Obyvatelstvo
| Rok            | 1869 | 1880 | 1890 | 1900 | 1910 | 1921 | 1930 | 1950 | 1961 | 1970 | 1980 | 1991 | 2001 | 2011 | 2021 |
| -------------- | ---- | ---- | ---- | ---- | ---- | ---- | ---- | ---- | ---- | ---- | ---- | ---- | ---- | ---- | ---- |
| Počet obyvatel | 188  | 195  | 178  | 152  | 157  | 167  | 144  | 95   | 102  | 116  | 83   | 81   | 68   | 42   | 36   |
| Počet domů     | 29   | 29   | 29   | 29   | 27   | 27   | 27   | 26   | 26   | 31   | 23   | 33   | 33   | 28   | 28   |

## Obecní správa
Při sčítání lidu v letech 1850–1920 Hrnčíře byly osadou obce Běleč v okrese Tábor. V letech 1921–1980 byly osadou obce Vilice, se kterým patřila nejprve do okresu Tábor, ale v roce 1950 v okrese Votice a od roku 1960 opět v okrese Tábor. Od 1. července 1980 do 23. listopadu 1990 byly částí města Mladá Vožice v okrese Tábor. Od 24. listopadu 1990 jsou opět částí obce Vilice v okrese Tábor.

## Galerie

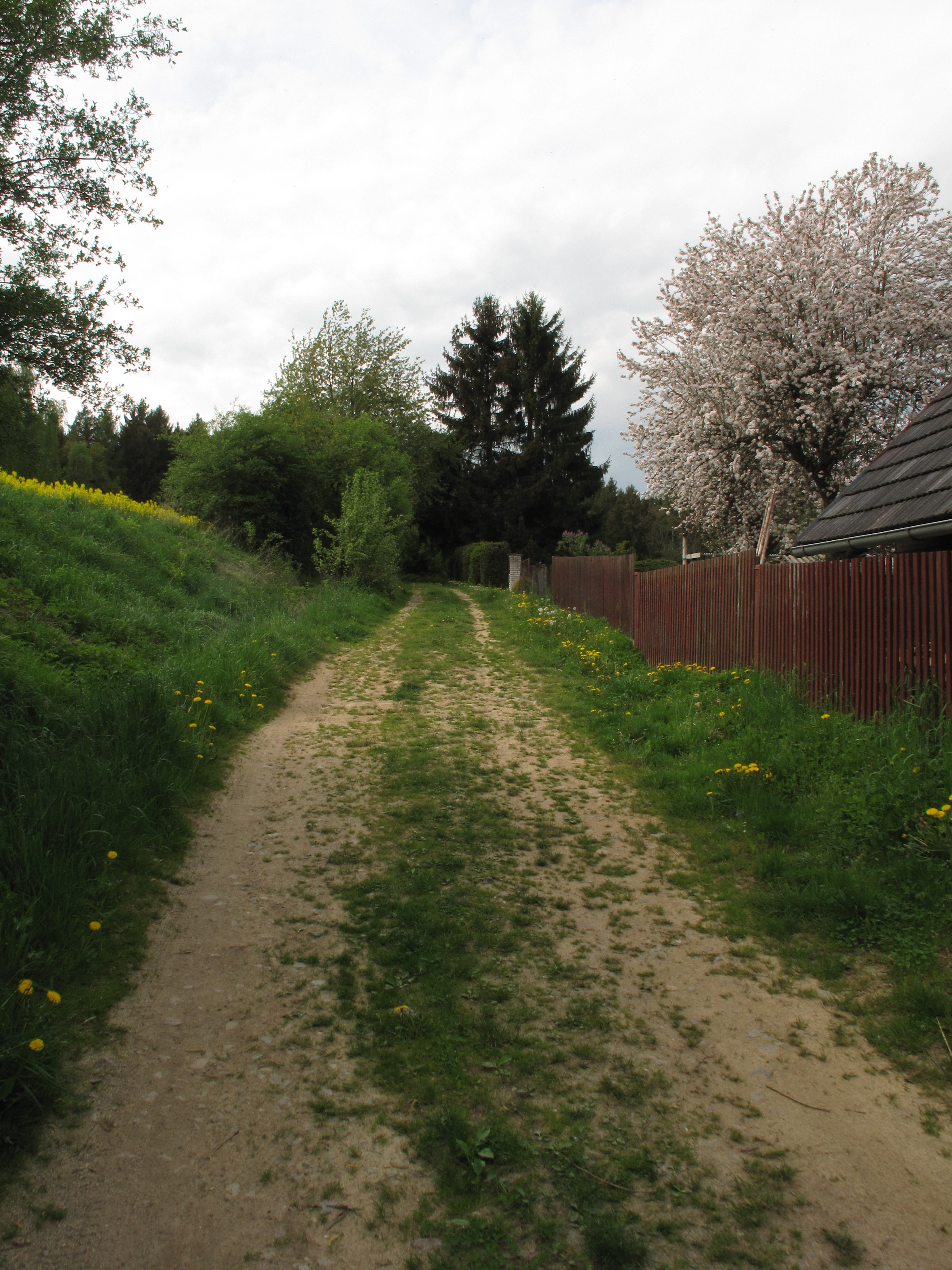
Cesta na jaře
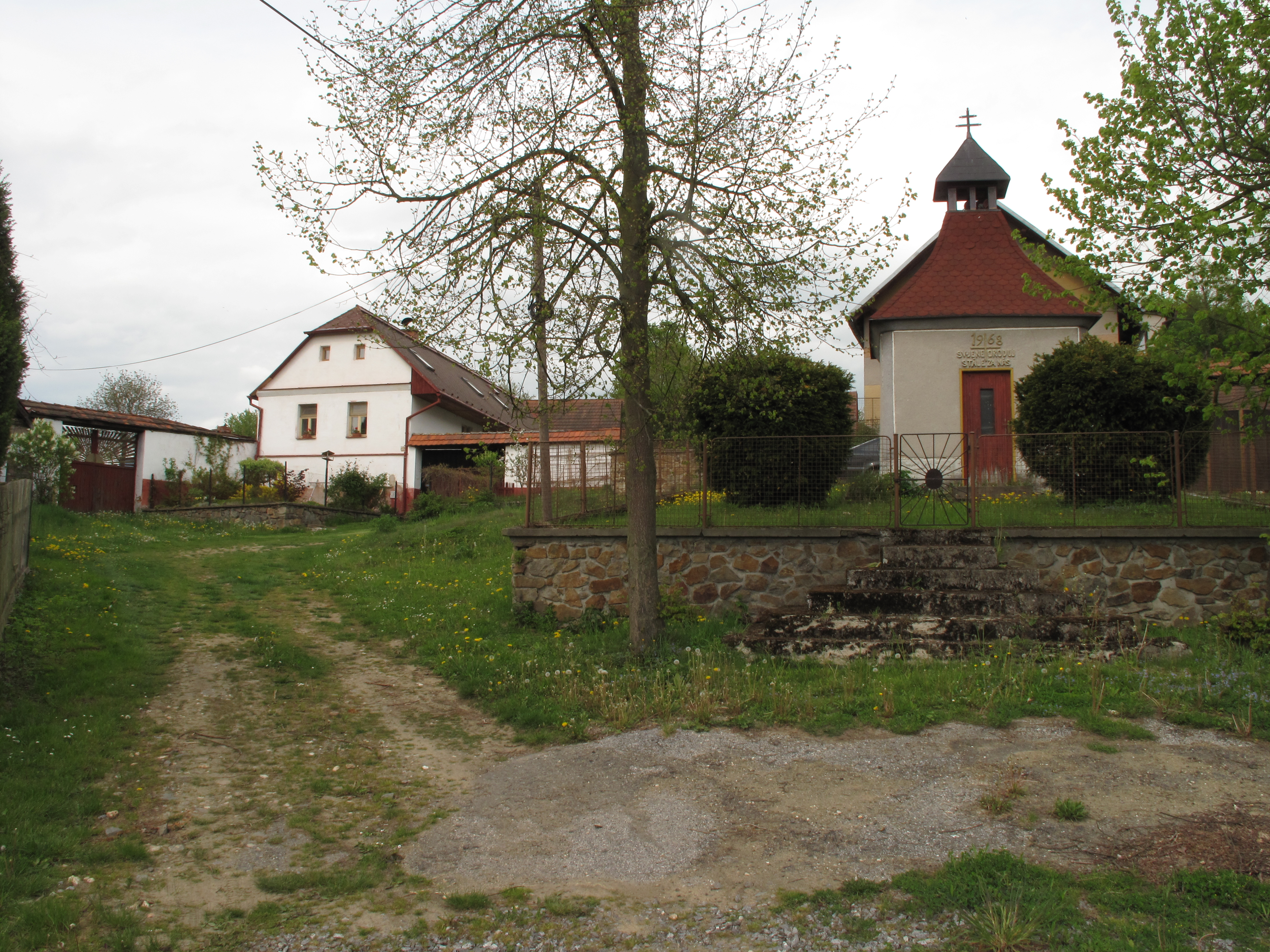
Kaplička a domy
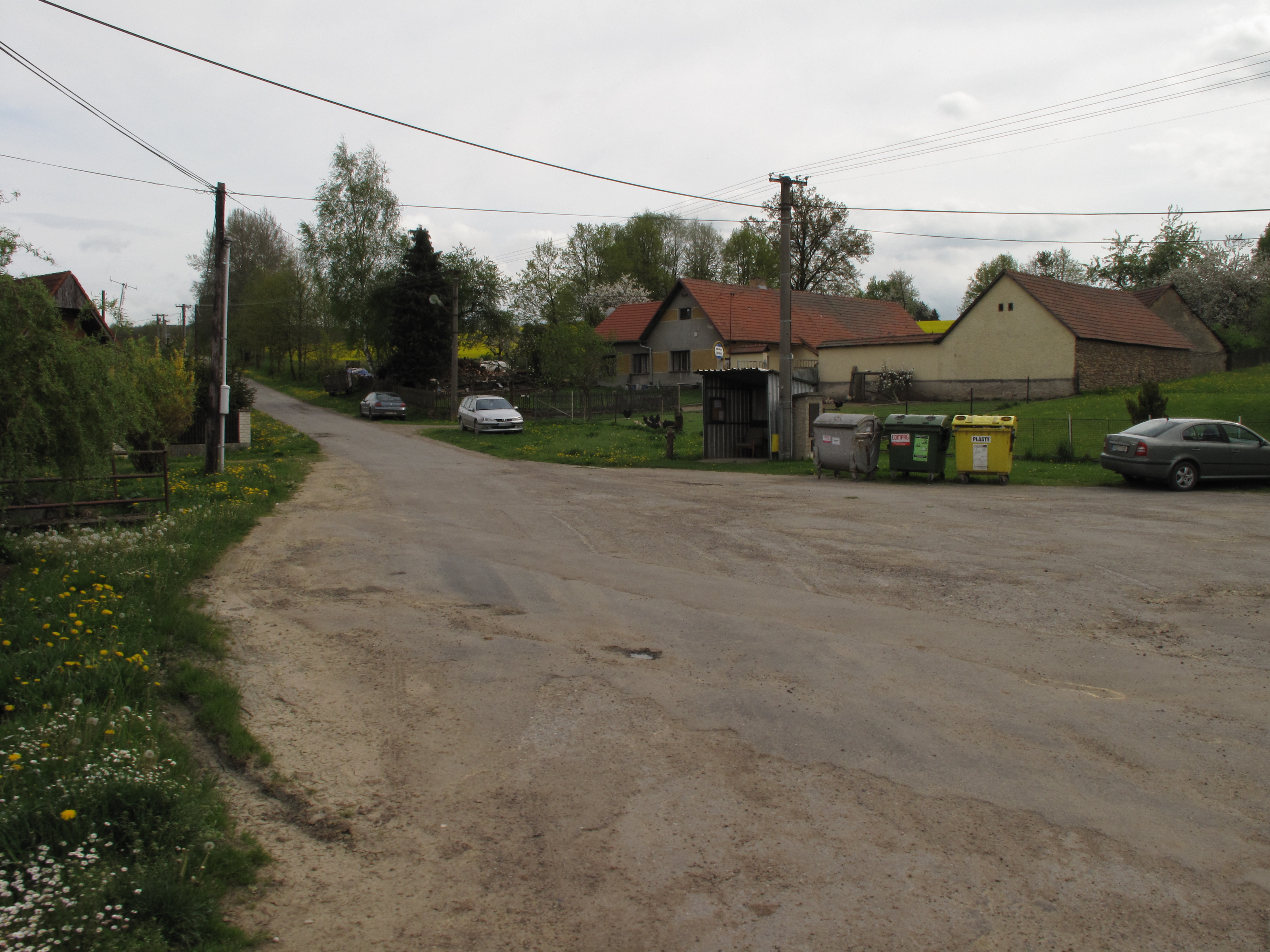
Náves